# Didolodus
Didolodus − rodzaj wymarłego ssaka prakopytnego, żyjącego we wczesnym eocenie na terenie Patagonii, dawniej uważanego za członka litopternów. Mierzył ok. 60 cm długości, posiadał krótkie kończyny i długi ogon.